# Munsterplein
Het Munsterplein is een plein in de binnenstad van de Nederlandse stad Roermond. Het loopt vanaf de Steenweg, Sint Christoffelstraat en de Paredisstraat in het verlengde van deze laatste en tot aan de Hamstraat, Pollartstraat en de Leliestraat waar hij in overgaat.
Op het Munsterplein komen drie straten uit: de Munsterstraat, de Abdijhof en de Graaf Gerardstraat. Het Munsterplein heeft net als de Munsterstraat zijn naam te danken aan de Munsterkerk die hier staat. Op het Munsterplein bevindt zich ook een  muziektent, waarvan een model sinds 15 juli 2009 ook in Madurodam te vinden is. Deze kiosk is ontworpen door Pierre Cuypers, wiens standbeeld op het Munsterplein staat. Onder leiding van Pierre Cuypers heeft ook de restauratie van de Munsterkerk in de 19e eeuw plaatsgevonden.
Er zijn rondom het Munsterplein diverse winkels en op het plein zelf staan verscheidene zitbankjes met daarop bronzen mensbeelden; er is ook nog plaats om er zelf naast te kunnen zitten.

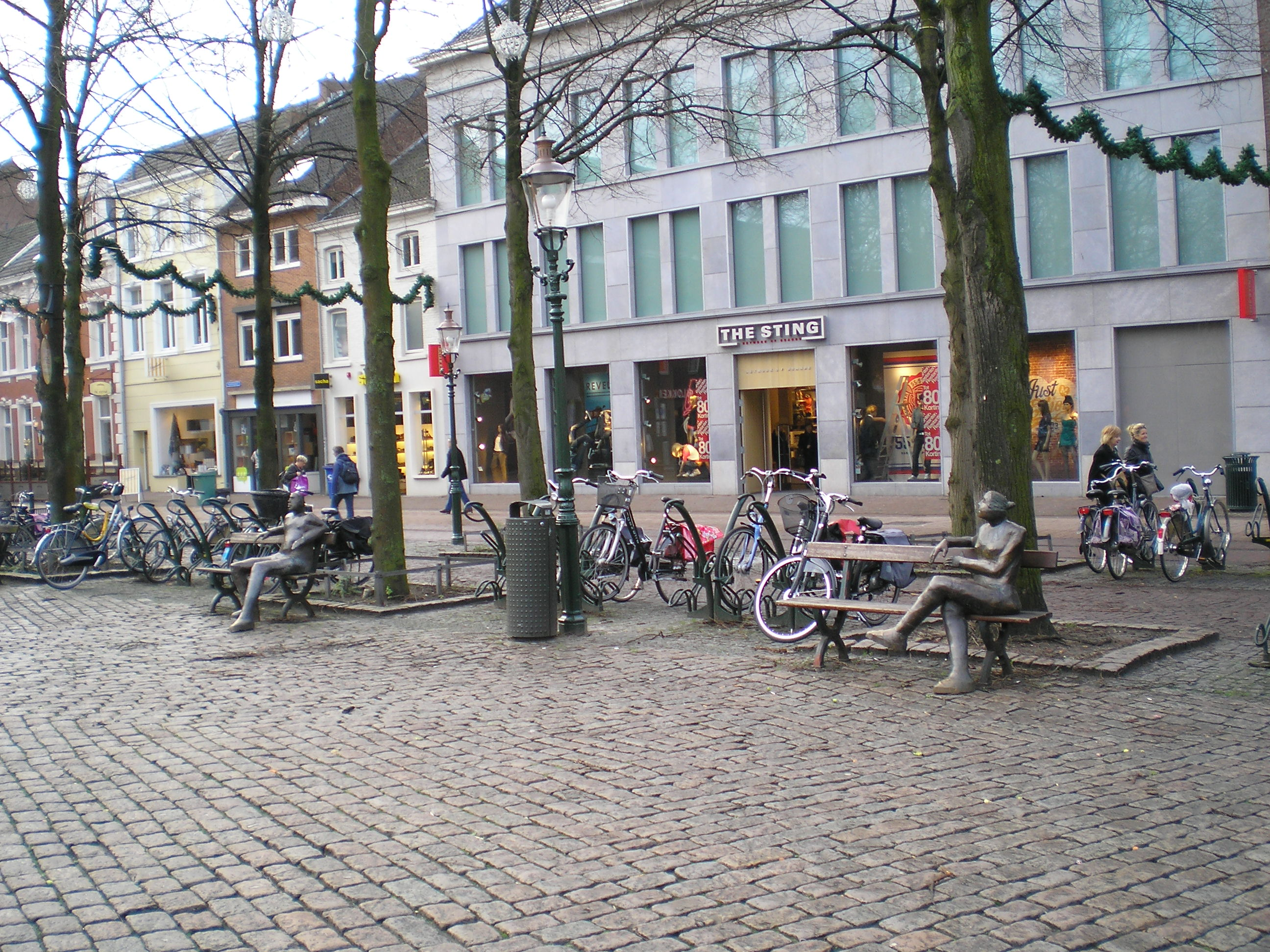
Bronzen beelden zittend op bankjes
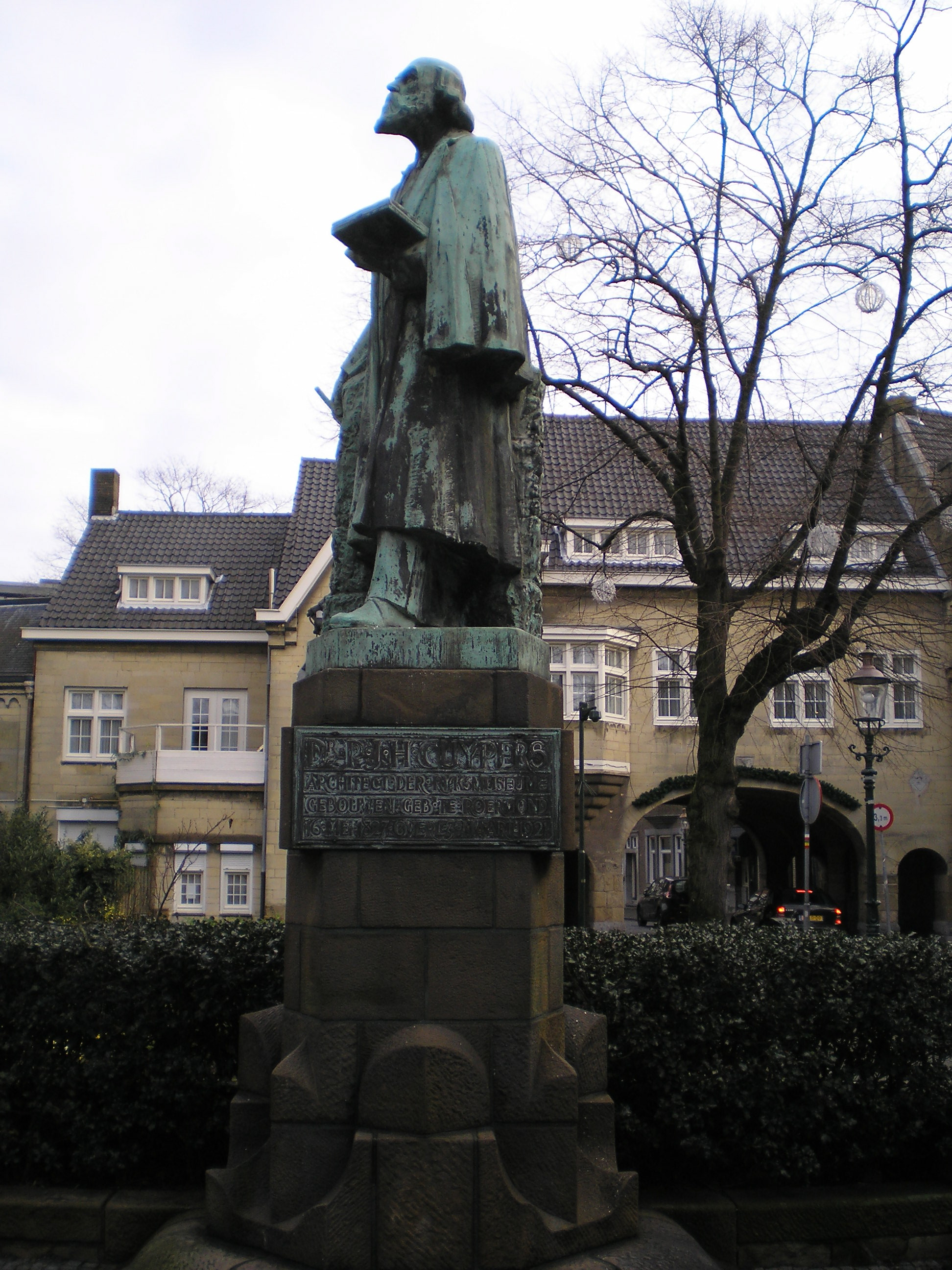
Bronzen standbeeld van Pierre Cuypers
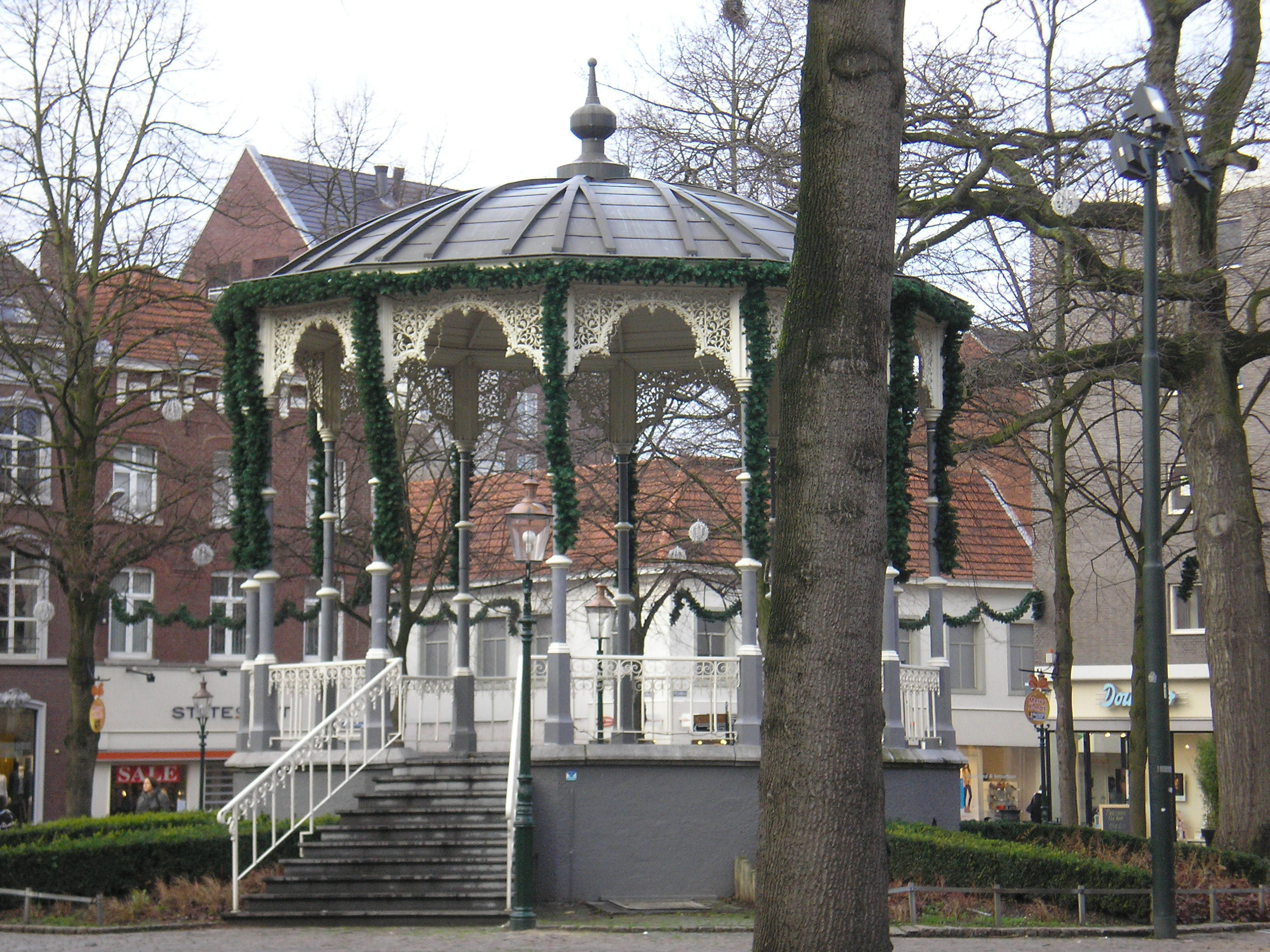
Kiosk ooit geplaatst door Pierre Cuypers
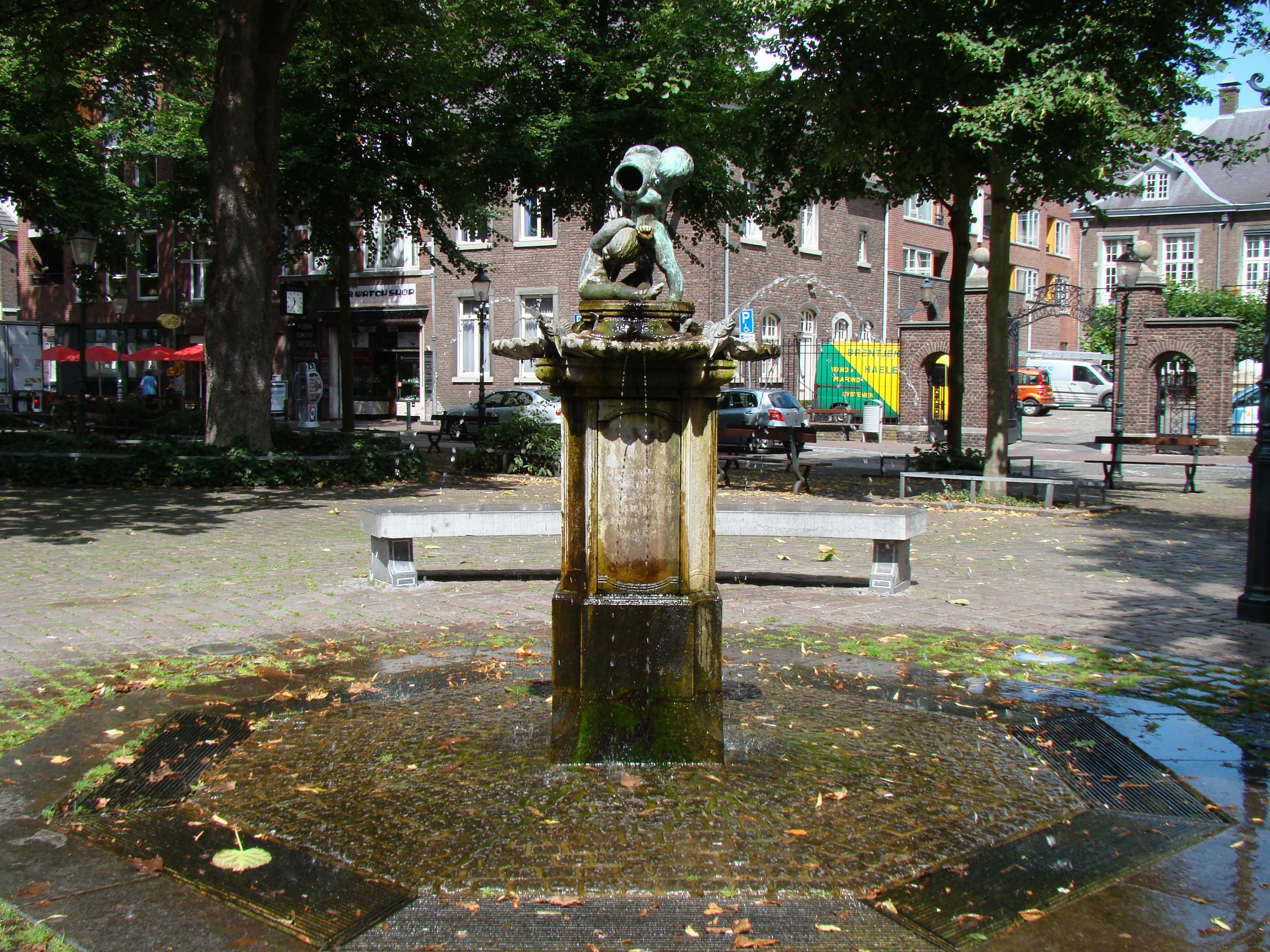
Jubileumfontein van Dolf Wong Lun Hing
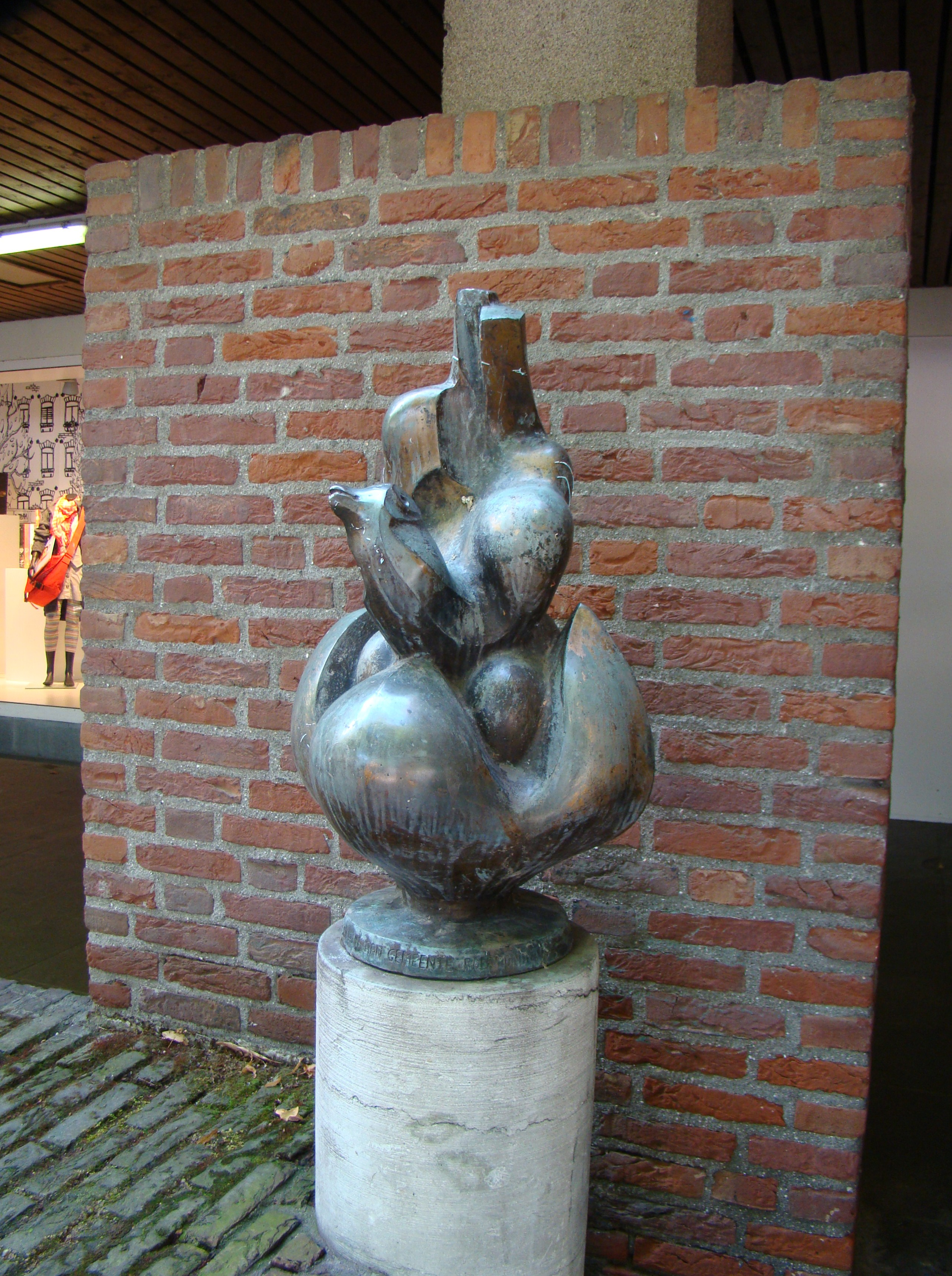
Phoenix (brons) van Jean Houben (1976)
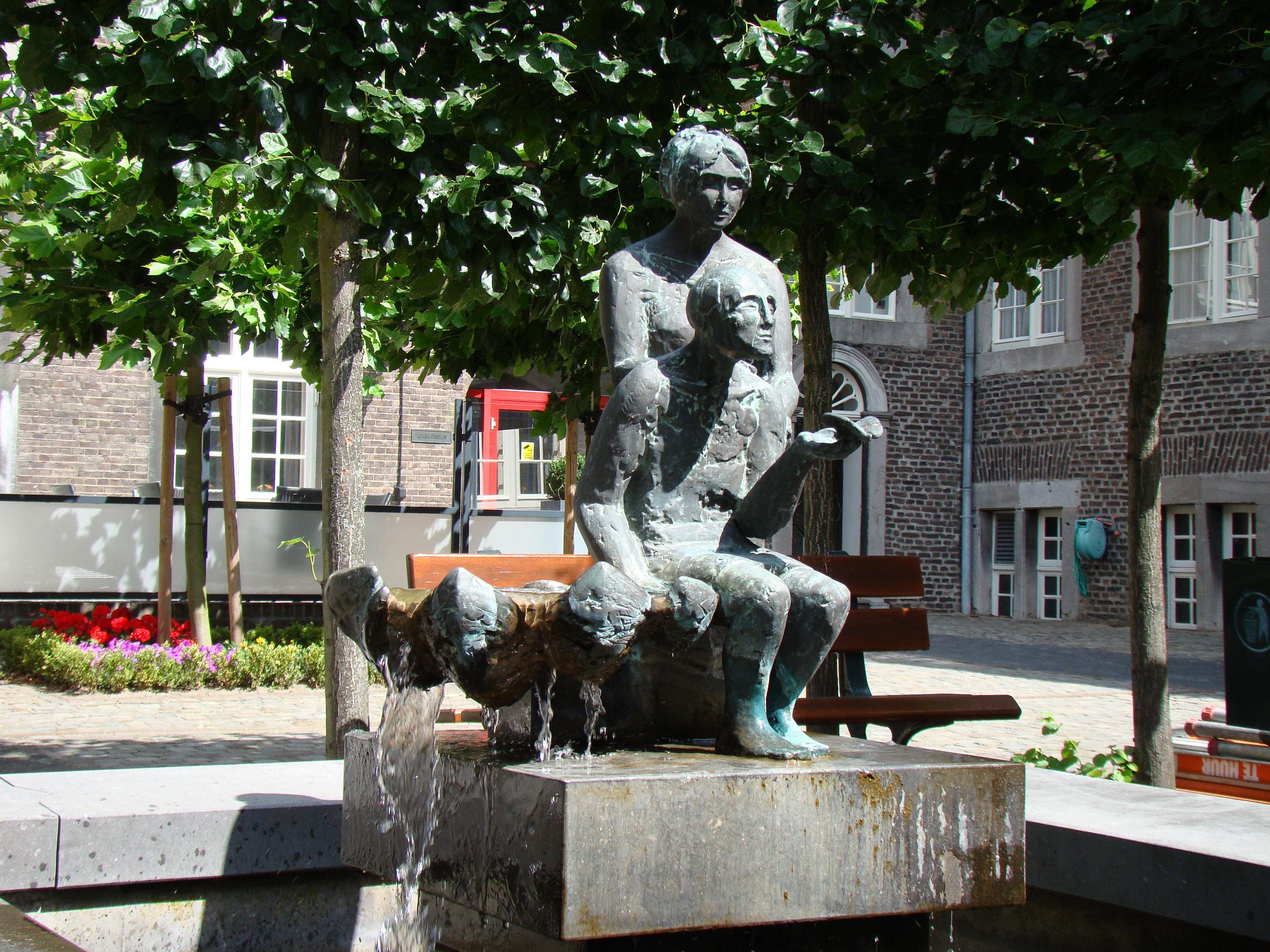
Verzorgster en bejaarde (brons) van Jaac Waeyen